# Govern de les Illes Balears 2023-2027
El Govern de les Illes Balears de la onzena legislatura (2023-2027) és un govern del Partit Popular fruit d'un acord d'aquest partit amb Vox, on el PP governa en minoria i Vox votà a favor de la investidura de la presidenta, Margalida Prohens Rigo. És el primer govern del PP des de 2015, quan els partits d'esquerres encapçalats pel Partit Socialista van pactar un govern de coalició, que fou reeditat posteriorment el 2019.
La composició del govern fou publicada i anunciada el 10 de juliol de 2023, dia en què els seus integrants varen prendre possessió.

## Composició
El gabinet de l'executiu consisteix en la Presidenta, Margalida Prohens, i 10 consellers.
| Ordre | Departament                                     | Imatge | Conseller/a                         | Partit      | Partit | Cronologia                        |
| ----- | ----------------------------------------------- | ------ | ----------------------------------- | ----------- | ------ | --------------------------------- |
| 1     | Presidenta                                      |        | Margalida Prohens                   | PP          |        | 6 de juliol de 2023 — Actualitat  |
| 2     | Vicepresidència i Economia, Hisenda i Innovació |        | Antoni Costa Costa                  | PP          |        | 10 de juliol de 2023 — Actualitat |
| 3     | Presidència i Administracions Públiques         |        | Antònia Maria Estarellas Torrens    | PP          |        | 10 de juliol de 2023 — Actualitat |
| 4     | Empresa, Ocupació i Energia                     |        | Alejandro Sáenz de San Pedro García | Independent |        | 10 de juliol de 2023 — Actualitat |
| 5     | Salut                                           |        | Manuela García Romero               | PP          |        | 10 de juliol de 2023 — Actualitat |
| 6     | Educació i Universitats                         |        | Antoni Vera Alemany                 | PP          |        | 10 de juliol de 2023 — Actualitat |
| 7     | Turisme, Cultura i Esports                      |        | Jaume Bauzá Mayol                   | PP          |        | 10 de juliol de 2023 — Actualitat |
| 8     | Habitatge, Territori i Mobilitat                |        | Marta Vidal Crespo                  | PP          |        | 10 de juliol de 2023 — Actualitat |
| 9     | Família i Serveis Socials                       |        | Catalina Cirer Adrover              | PP          |        | 10 de juliol de 2023 — Actualitat |
| 10    | De la Mar i del Cicle de l'Aigua                |        | Juan Manuel Lafuente Mir            | PP          |        | 10 de juliol de 2023 — Actualitat |
| 11    | Agricultura, Pesca i Medi Natural               |        | Joan Simonet Pons                   | PP          |        | 10 de juliol de 2023 — Actualitat |

## Estructura orgànica
S'establí la següent estructura orgànica desglossada per cada conselleria:
Gabinet de la Presidència
- Director del Gabinet de la Presidència: Alejandro Jurado García
- Secretaria de Comunicació: Alexander Cortès Mayol
- Secretaria de Premsa: Pedro Aguiló Mora
- Secretaria d'Estratègia: Maria Cristina Sastre Darder (des de 11 de desembre de 2023)
- Secretaria de Protocol i Relacions Públiques: María Montserrat Magre Miro
- Secretaria de Presidència i Atenció ciutadana: Irene Durán Vadell

Conselleria d'Economia, Hisenda i Innovació
- Secretaria General: Catalina Mir Ferrer
- Direcció General d'Economia i Estadística: Catalina Barceló Horrach (des de 27 de setembre de 2023)
- Direcció General de Pressuposts i Finançament: Bartomeu Alcover Bisbal
- Direcció General del Tresor, Política Financera i Patrimoni: Susana Pérez Sánchez
- Direcció General de Fons Europeus: Bárbara Barceló Ordinas

Secretaria Autonòmica d'Innovació i Societat Digital: Antonio Carmona Damians (fins 17 de maig de 2024) // càrrec extingit.
- Direcció General de Simplificació Administrativa, Modernització i Administració Digital: Francisco Cánovas Vallés
  - Reanomenat Direcció General d'Estratègia Digital i Simplificació Administrativa (des de maig de 2024)
- Direcció General d'Innovació i Transformació Digital: Sebastián González Cardalliaguet (des del 25 de maig de 2024)

- Intervenció General de la Comunitat Autònoma de les Illes Balears: Carlos Bonet Serra
- Junta Superior d'Hisenda de les Illes Balears: Catalina Mir Ferrer (presidenta), Bartomeu Alcover Bisbal (vicepresident), Antònia Perelló Jorquera (vocal)

Conselleria de Presidència i Administracions Públiques
- Secretaria General: María José Bauzá Alonso
- Direcció General de Coordinació i Transparència: Jaume Porsell Alemany (fins 27 d'abril de 2024) // Maria Elena Rubi Cano (des de 11 de maig de 2024)
- Direcció General de Relacions Institucionals i de Relacions amb el Parlament: Francisca Ramis Pons
- Direcció General de Funció Pública: Antoni Mesquida Bauza
- Direcció General d'Emergències i Interior: Sebastian Sureda Mas

- Direcció de l'Advocacia de la Comunitat Autònoma de les Illes Balears: Antònia Perelló Jorquera

Conselleria d'Empresa, Ocupació i Energia
- Secretaria General: Marta García Noguera
- Direcció General d'Indústria i Polígons Industrials: Ingrid Liliana de la Fuente Loof
- Direcció General d'Economia Circular, Transició Energètica i Canvi Climàtic: Diego Viu Domínguez

Secretària autonòmica de Treball, Ocupació i Diàleg Social: Catalina Teresa Cabrer González (des de 18 de maig de 2024, nova creació del càrrec)
- Direcció General de Treball i Salut Laboral: Catalina Teresa Cabrer González (fins 18 de maig de 2024)
- Direcció General d'Empresa, Autònoms i Comerç: José Antonio Caldés Capelo

Conselleria de Salut
- Secretaria General: María Esperanza Reverte Lorenzo
- Direcció General del Servei de Salut de les Illes Balears: Javier Ureña Morales
- Direcció General de Salut Pública: Antonia Elena Esteban Ramis
- Direcció General de Recerca en Salut, Formació i Acreditació: Vicenç Juan Verger
- Direcció General de Prestacions, Farmàcia i Consum: Juan Simonet Borrás
- Direcció General de Salut Mental: Alicia González Guillén (fins 20 de maig de 2024) // Maria del Carme Bosch Calero (des de 20 de maig de 2024)

Conselleria d'Educació i Universitats
- Secretaria General: Maria del Pilar Guasp Bergas
- Direcció General de Personal Docent: Salvador Ruiz Borras (fins 6 de gener de 2024)
  - Reanomenat Direcció General de Personal Docent i Centres Concertats: Ismael Alonso Sánchez (des de 7 de gener de 2024)
- Direcció General d'Universitats i Ensenyaments Artístics Superiors: Antonio Luis Alcover Casasnovas (fins 6 de gener de 2024) // Sebastià Massanet Massanet (des de 7 de gener de 2024)
  - Reanomenat com a Direcció General d'Universitats, Recerca i Ensenyaments Artístics Superiors, al maig de 2024.

Secretaria Autonòmica de Desenvolupament Educatiu: Mateo Suñer Servera (des de 7 de gener de 2024, càrrec de nova creació)
- Direcció General de Planificació, Ordenació i Infraestructures Educatives: Ismael Alonso Sánchez (fins 6 de gener de 2024)
  - Reanomenat Direcció General de Planificació i Gestió Educatives: Catalina Maria Ginart Serrano (des de 7 de gener de 2024)
- Direcció General de Formació Professional i Formació Permanent del Professorat: Rafel Maura Reus (fins 6 de gener de 2024)
  - Reanomenat Direcció General de Formació Professional i Ordenació Educativa: Maria Isabel Salas Sánchez (des de 7 de gener de 2024)
- Direcció General de Primera Infància i Atenció a la Diversitat: Catalina Neus Riera Estarellas
  - Reanomenat al gener del 2024 com a Direcció General de Primera Infància, Atenció a la Diversitat i Millora Educativa.

- Institut per a la Convivència i l'Èxit Escolar: Aina Amengual Rigo
- Institut per a l'Educació de la Primera Infància (IEPI): Rosa Mas Ramis
- Institut d'Avaluació i Qualitat del Sistema Educatiu (IAQSE): Antoni Bauzà Sampol
- Institut de Qualificacions Professionals de les Illes Balears (IQPIB): Pendent nomenament
- Institut d'Ensenyaments a Distància de les Illes Balears (IEDIB): Toni Vilaret Noguera
- Delegació Territorial d'Educació de Menorca: Alejandra Marqués Rotger
- Delegació Territorial d'Educació d'Eivissa i Formentera: Juan Álvarez Rodríguez
- Unitat Delegada d'Educació a Formentera: Pendent nomenament
- Arxiu i Museu de l'Educació de les Illes Balears: Pendent nomenament

Conselleria d'Habitatge, Territori i Mobilitat
- Secretaria General: Catalina Ferrer Bover (fins 1 d'abril de 2024) // Llorenç Togores Beltrán (des de 2 abril 2024)
- Direcció General d'Habitatge i Arquitectura: José Francisco Reynés Sancho
- Direcció General de Mobilitat: Maria Lorena del Valle Alonso
- Direcció General de Territori i Paisatge: Laura Colom Seguí (fins al 26 de gener de 2024) // vacant
- Direcció General de Coordinació i Harmonització Urbanística: Maria Paz Andrade Barberá
  - Reanomenat l'1 de juny de 2024 com a Direcció General d'Harmonització Urbanística i Avaluació Ambiental.

- Comissió de Medi Ambient de les Illes Balears

Conselleria de Turisme, Cultura i Esports
- Secretaria General: Bartomeu Alcover Bisbal (fins al 15 de setembre de 2023) // Maria Isabel Sáez Sastre (des del 16 de setembre de 2023)
- Direcció General de Turisme: José Aloy Pons

Secretaria Autonòmica de Cultura i Esports: Pedro Vidal Monserrat (des de 21 octubre 2023)
- Direcció General de Cultura: Pedro Vidal Monserrat (fins 21 octubre 2023) // Ricarda Margarita Vicens Schluhe
- Direcció General d'Esports: Joan Antoni Ramonell Miralles

Conselleria de Famílies i Afers Socials
- Secretaria General: David Lozano Ortiz
- Direcció General d'Afers Socials: José Falcó Pérez
- Direcció General d'Atenció a la Dependència: Pedro Codes Pericás // Maria Castro Amor (des de l'1 de setembre)
- Direcció General d'Infància, Joventut, Famílies, Igualtat i Diversitat: María Farnes Saneiro Buedo
- Direcció General de Cooperació i Immigració: Catalina Albertí Victori

- Oficina Balear de la Infància i l'Adolescència (OBIA): María del Mar Pulido Sancho (des de 22 de gener de 2024)

Conselleria de la Mar i del Cicle de l'Aigua
- Secretaria General: Juana María Forteza Pujol
- Direcció General de Costes i Litoral: Carlos Simarro Vicens
- Direcció General de Recursos Hídrics: Juan Bartolomé Calafat Busquets
- Direcció General de Ports i Transport Marítim: Antonio Mercant Morato

Conselleria d'Agricultura, Pesca i Medi Natural
- Secretaria General: Miguel Obrador Bou
- Direcció General d'Agricultura, Ramaderia i Desenvolupament Rural: Fernando Fernández Such
- Direcció General de Pesca: Antonio María Grau Jofre
- Direcció General de Medi Natural i Gestió Forestal: Ana Torres Riera
- Direcció General de Qualitat Agroalimentària i Producte Local: Joan Llabrés Enseñat

### Ens del sector públic instrumental autonòmic
Conselleria d'Economia, Hisenda i Innovació
- Agència Tributària de les Illes Balears (ATIB): Pendent nomenament
- Institut d'Estadística de les Illes Balears (IBESTAT): Bàrbara Barceló Riera (des de 18 d'octubre de 2023)
- Fundació Balear d'Innovació i Tecnologia (FBIT): Sebastián González Cardalliaguet (fins 22 de maig de 2024) // (vacant)
- Entitat Pública Empresarial de Telecomunicacions i Innovació de les Illes Balears (IBETEC): Juan Antonio Serra Ferrer (fins 25 de novembre de 2023)
  - Agència Balear de Digitalització, Ciberseguretat i Telecomunicacions (reanomenat així el 29 desembre 2023): Miquel Cardona Pons

Conselleria de Presidència i Administracions Públiques
- Escola Balear d'Administració Pública (EBAP): María Violeta Rodríguez Martínez
- Ens Públic de Radiotelevisió de les Illes Balears (EPRTVIB): Albert Salas Domínguez (des de 14 de novembre de 2023)
- Gestió d'Emergències de les Illes Balears, SAU (GEIBSAU): Aina Sureda Amorós
- Fundació Illes Balears d'Acció Exterior (FIBAE): Marta Cano Roig (des de 13 de novembre de 2023)

Conselleria d'Empresa, Ocupació i Energia
- Institut d'Innovació Empresarial de les Illes Balears (IDI): Silvia Delgado Carballar
  - Reanomenat Agència de Desenvolupament Regional de les Illes Balears (ADRBalears), des del 2 de juny de 2024.
- Servei d'Ocupació de les Illes Balears (SOIB): Catalina Jiménez Aleñar
- Institut Balear de Seguretat i Salut Laboral (IBASSAL): Magín Jaime Cabrer Martín (fins 6 de gener de 2023) // Ana María Martín Hernando (des de 8 de gener de 2024 fins 6 d'abril de 2024) // Óscar Jesús Paz Arcos (des de 15 juliol 2024)
- Institut Balear de l'Energia (IBE): Mateu Ferrer Serra
- Consorci per al Disseny, Construcció, Equipament i Explotació del Sistema d'Observació Costanera de les Illes Balears (SOCIB)
- Consell Econòmic i Social de les Illes Balears: Rafel Ballester Salva

Conselleria de Salut
- Servei de Salut de les Illes Balears (IB-SALUT): Javier Ureña Morales
- Agència de Salut Pública de les Illes Balears: Pendent nomenament
- Fundació Banc de Sang i Teixits de les Illes Balears: Rosa María Tarragó Llobera (des de 22 de setembre de 2023)
- Fundació Institut d'Investigació Sanitària Illes Balears (IDISBA): Carlos Enrique Herrero (des de 17 de febrer de 2024)

Conselleria d'Educació i Universitats
- Institut d'Infraestructures i Serveis Educatius (IBISEC): Mateo Suñer Servera // Marco Antonio Alarcón (des de 12 de juliol de 2024)
- Consorci per al Foment d'Infraestructures Universitàries (COFIU) -no surt al Decret 16/2023- En extinció
- Fundació per als Estudis Superiors de Música i Arts Escèniques de les Illes Balears: Antonio Triay Cardell (fins 2 d'octubre de 2023) // Maria Àngels de Haro Amer (des de 2 d'octubre de 2023)
- Agència de Qualitat Universitària de les Illes Balears (AQUIB): Sebastià Massanet Massanet

Conselleria d'Habitatge, Territori i Mobilitat
- Institut Balear de l'Habitatge (IBAVI): Roberto Maria Cayuela Rexach
- Serveis Ferroviaris de Mallorca (SFM): José Ramón Orta Rotger
- Consorci de Transports de Mallorca (CTM): Maria Lorena del Valle Alonso
- Institut Cartogràfic i Geogràfic de les Illes Balears (ICGIB): Manuel Bennasar Gutiérrez de la Concha (des de 13 de setembre de 2023)
- Consorci per al Desenvolupament d'Actuacions de Millora i Construcció d'Infraestructures al Territori de l'Entitat Local Menor de Palmanyola: Pendent nomenament
- Consorci Urbanístic per a la Millora i l'Embelliment de la Platja de Palma -no surt al Decret 16/2023-
- Consorci Penya-segat Port de Maó
- Consorci de Mobilitat per Eivissa
- Gestió Urbanística de Balears (GESTUR BALEAR)
- Consorci del Pla Mirall «Consorci Local entre la CAIB i l'Ajuntament de sa Pobla»

Conselleria de Turisme, Cultura i Esports
- Agència d'Estratègia Turística de les Illes Balears (AETIB): Pedro Juan Planas Mulet
- Consorci Escola d'Hoteleria de les Illes Balears (EHIB): Maria Llompart Bibiloni (des de 5 de setembre 2023)
- Consorci d'Infraestructures de les Illes Balears: Pendent nomenament
- Institut d'Indústries Culturals de les Illes Balears (ICIB): Diana de la Cuadra Menéndez (des de 6 de febrer de 2024)
- Institut d'Estudis Baleàrics (IEB): Llorenç Perelló Rosselló
- Fundació Orquestra Simfònica de les Illes Balears (OSIB): Cristina Martínez Mateu (des de 2 de febrer de 2024)
- Fundació Robert Graves
- Fundació per a l'Esport Balear: Eladio Huertas Pons
- Palau de Congressos de Palma, SA
- Consorci Borsa d'Allotjaments Turístics (CBAT)
- Consorci Castell de Sant Carles
- Consorci Ciutat Romana de Pollentia
- Consorci Eivissa Patrimoni de la Humanitat
- Consorci Museu Militar de Menorca i Patrimoni Històric Militar del Port de Maó i Cala Sant Esteve
- Consorci Museu Marítim de Mallorca
- Consorci Serra de Tramuntana Patrimoni Mundial
- Fundació Santuari de Lluc
- Fundació Museu i Centre Cultural de Formentera
- Fundació Es Baluard Museu d'Art Modern i Contemporani
- Fundació Menorquina de l'Òpera
- Fundació Teatre Principal d'Inca
- Fundació Àrea de Creació Acústica (ACA)
- Fundació Teatre del Mar
- Fundació Enciclopèdia de Menorca
- Consorci per al Desenvolupament Esportiu de Ciutadella
- Consorci Trofeu SAR Princesa Sofía – MAPFRE (en extinció)

Conselleria de Famílies i Afers Socials
- Institut Balear de la Dona (IBDONA): Catalina Maria Salom Niell
- Institut Balear de la Joventut (IBJOVE): Tomás Amer Estarellas
- Consorci de Recursos Sociosanitaris i Assistencials de les Illes Balears: Juan Manuel Martínez Álvarez // Alejandro Mora Martín
- Fundació d'Atenció i Suport a la Dependència i de Promoció de l'Autonomia Personal de les Illes Balears: Sira Fiz Vozmediano
- Fundació Institut Socioeducatiu S'Estel: Francisca Ángeles Viver Salort

Conselleria de la Mar i del Cicle de l'Aigua
- Ports de les Illes Balears (Ports IB): Jaime Carbonell Flexas (fins 26 de febrer de 2024) // Francisco José Villalonga Cañellas
- Agència Balear de l'Aigua i la Qualitat Ambiental (ABAQUA): Emeterio Moles Moles (des del 4 de setembre de 2024)
- Consorci d'Aigües de les Illes Balears: Juan Bartolomé Calafat Busquets

Conselleria d'Agricultura, Pesca i Medi Natural
- Fons de Garantia Agrària i Pesquera de les Illes Balears (FOGAIBA): Joan Josep Coll Bibiloni
- Institut de Recerca i Formació Agroalimentària i Pesquera de les Illes Balears (IRFAP): Georgina Brunet Ródenas
- Institut Balear de la Natura (IBANAT): Bartolomé Llabrés Salom
- Consorci per a la Recuperació de la Fauna de les Illes Balears (COFIB): Lluís Parpal Ramis
- Fundació Jardí Botànic de Sóller